# APA-Hochhaus
Das APA-Hochhaus (offizielle Bezeichnung Internationales Pressezentrum (IPZ), umgangssprachlich auch APA-Turm) ist ein leerstehendes Bürohochhaus mit 82 Meter Höhe im Wiener Gemeindebezirk Döbling.

## Geschichte
Der Spatenstich für das von Kurt Hlaweniczka geplante 13-stöckige Hochhaus fand 1968 statt. Als Internationales Pressezentrum stellte es TV-Büros und andere Büroräume für 15 Agenturen bereit. Sein Name bezieht sich auf die Austria Presse Agentur, abgekürzt APA, die ihren Schriftzug am Dach angebracht hatte. In unmittelbarer Nähe hatte auch die Kronen Zeitung ihren Unternehmenssitz. In den 1980er Jahren, nach dem Zerwürfnis der Krone-Teilhaber Hans Dichand und Kurt Falk, waren auch Teile der Krone, die nicht Dichand und Falk gemeinsam gehörten, im APA-Hochhaus untergebracht. Falk ließ auf eigene Kosten auf dem Dach des Pressezentrums – und im Blickfeld von Dichands Büro – eine Leuchtreklame für die Zigarettenmarke Falk installieren. Später verblieben noch  die Schriftzüge der Tageszeitung Kurier auf dem Haus.
Kritisiert wurden zu wenige Parkplätze und die fehlende Anbindung an die direkt nebenan vorbei führende Stadtbahnstrecke. Das Gebäude gilt als asbestbelastet. Im August 2005 zog die APA aus dem Gebäude aus, was auch andere Mieter zum Auszug bewegte. Seither steht das Gebäude leer.
Das Gebäude gehörte ursprünglich der Bundesländer Versicherung, die später in der Uniqa Insurance Group aufgegangen ist. Ende 2012 kaufte der Architekt Heinz Neumann das Gebäude um 8,2 Mio. Euro von Uniqa. Da sich die Eigentümer der umliegenden Grundstücke nicht einigen konnten, blieb eine angedachte Revitalisierung unverwirklicht. 2018 verkaufte Neumann das Objekt weiter an Bai Bauträger Immobilien, ein Unternehmen der Signa Holding.
Im Jänner 2020 wurde berichtet, dass Signa plane, das Gebäude abzureißen. Danach wurde der Asbest aus dem Gebäude entfernt, was es erforderlich machte, die Fensteröffnungen zum Schutz der Umgebung mit Bauplanken abzudichten.
Im Juli 2025 wurde das Gebäude im Rahmen der Signa-Insolvenz an die Buwog verkauft. Der Preis soll laut Kaufvertrag 13,8 Millionen betragen haben.

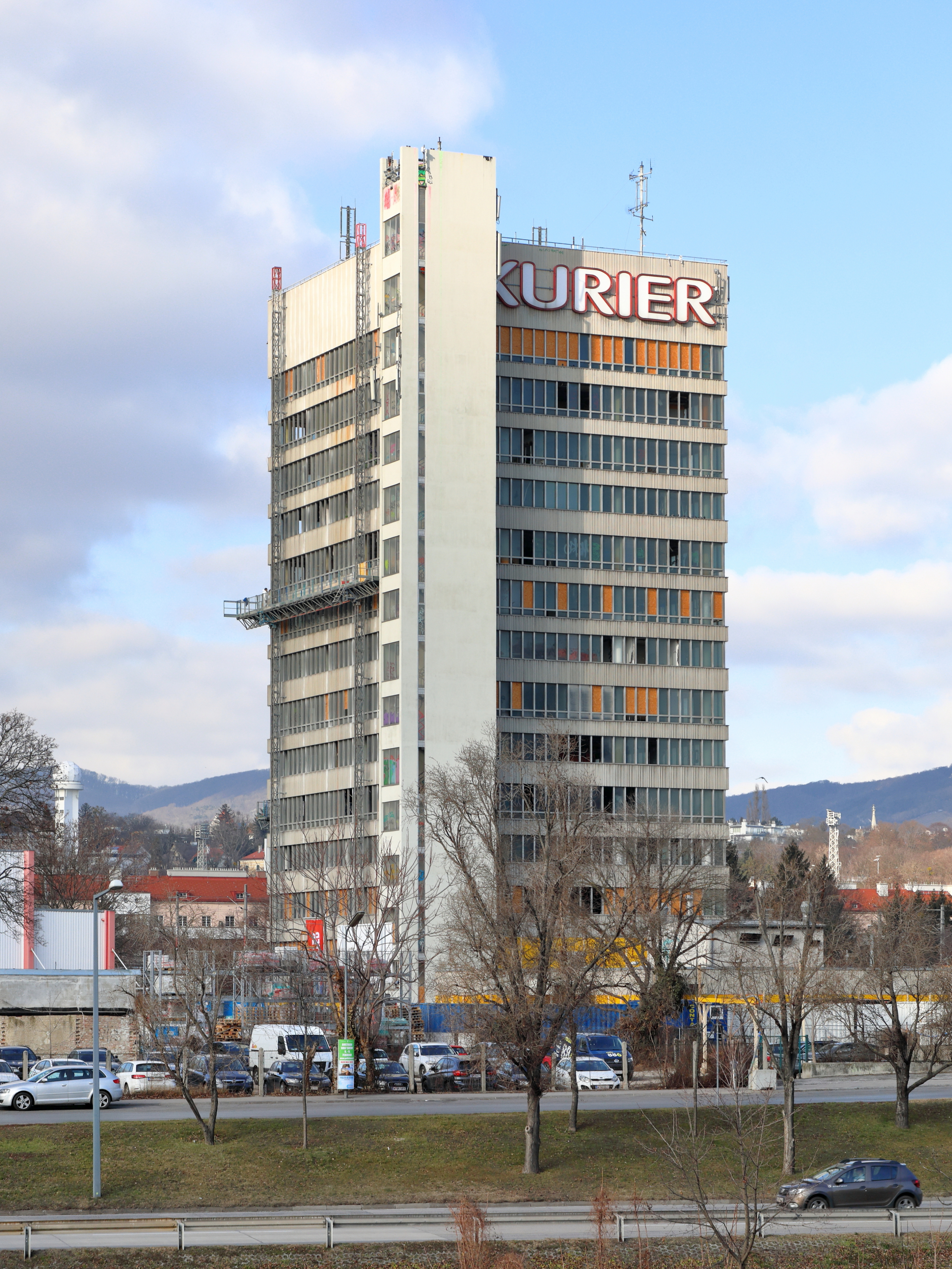
APA-Haus mit dem Kurier-Schriftzug (Jänner 2020)
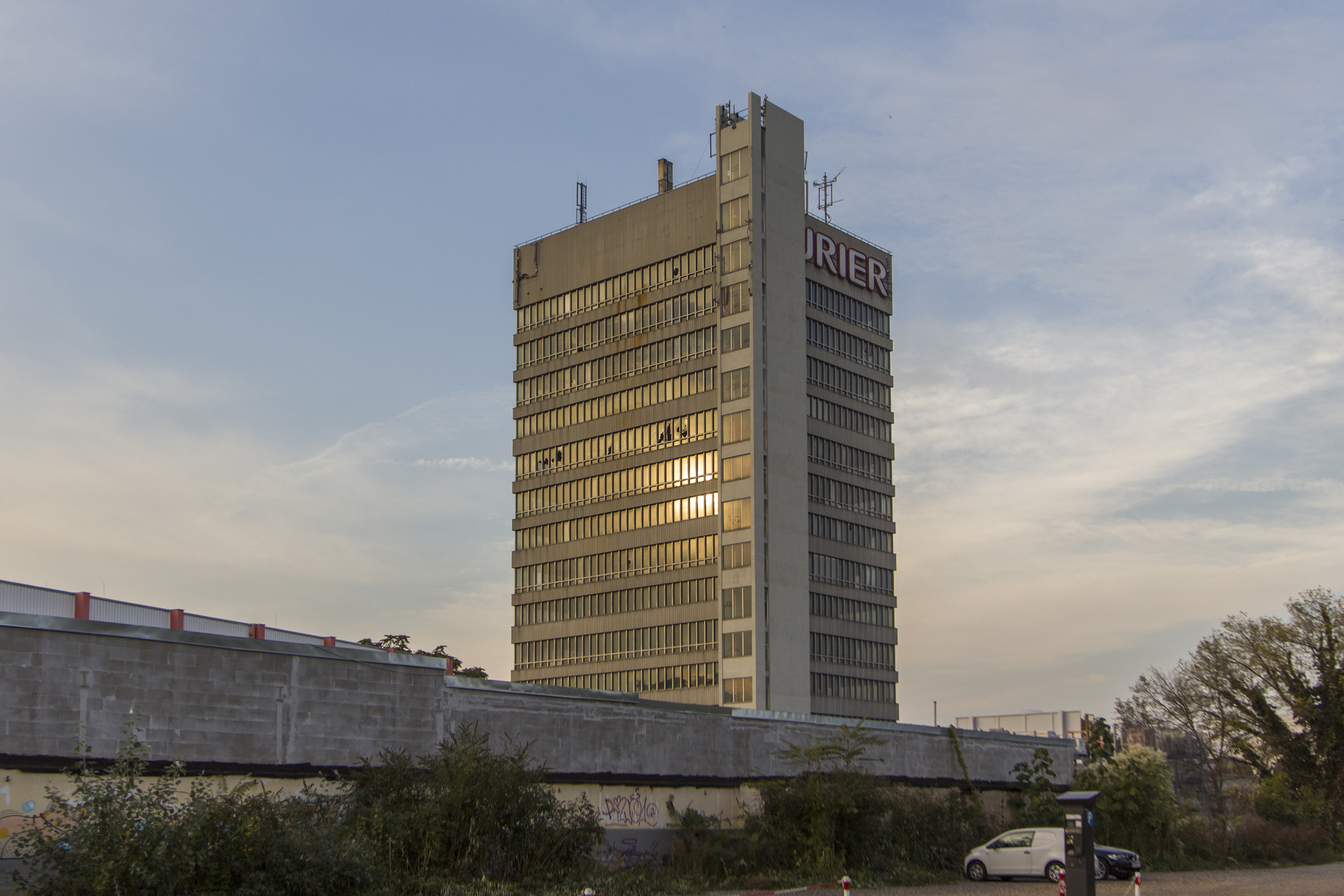
Aufnahme von Oktober 2016
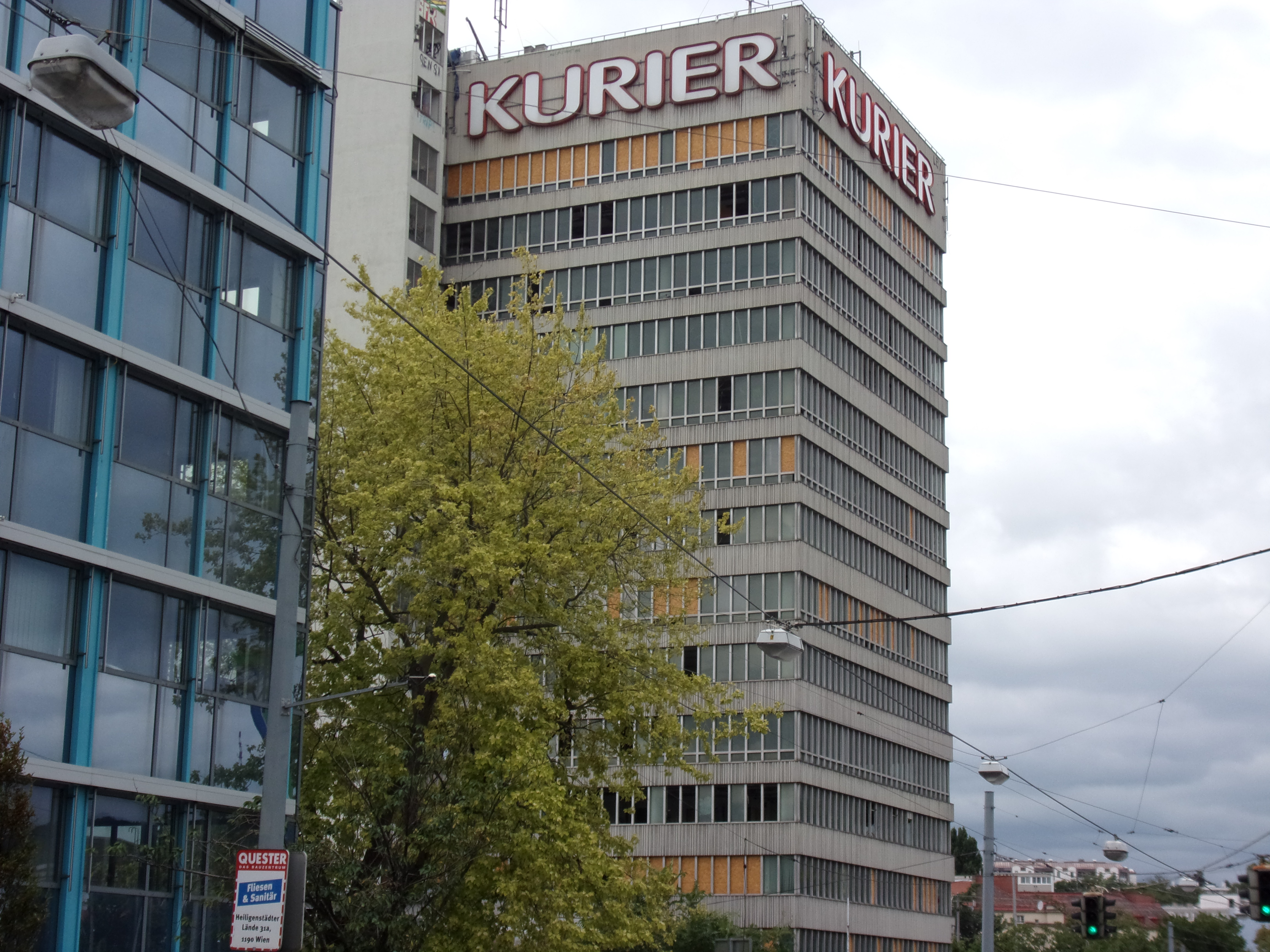
Kurier-Schriftzüge (August 2019)